# Railteam
Railteam je sdružení evropských železničních společností provozujících vysokorychlostní vlaky, založeno bylo roku 2007 v Bruselu. 

## Obecný přehled

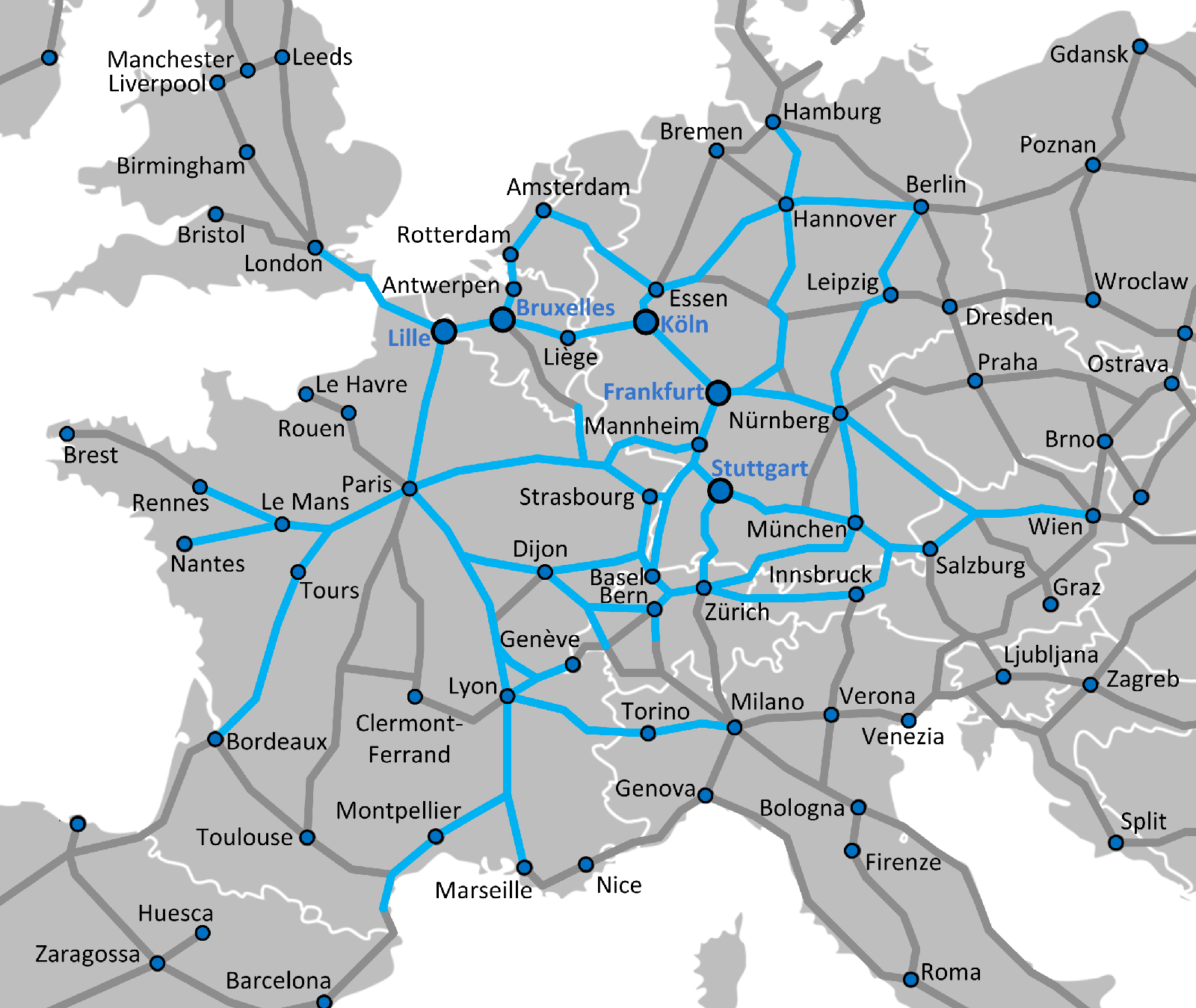
Schéma železniční sítě Railteam

Cílem sdružení je nabídnout integrovanou vysokorychlostní železniční dopravu mezi evropskými metropolemi a soutěžit tak s leteckými společnostmi v rámci dochvilnosti, životního prostředí, ceny a především rychlosti. Mezi hlavní kritéria sdružení patří především rychlost, vlaky musí dosáhnout minimální rychlosti 230 km/h. Železniční síť zasahuje do sedmi zemí a to Belgie, Německa, Francie, Spojeného království, Nizozemska, Rakouska, Švýcarska, obslouží více než 100 měst a to vysokorychlostními vlaky jakými jsou TGV, Eurostar, ICE, Railjet, Thalys, TGV Lyria, Fyra.

## Členové sdružení
Railteam se v současné době skládá ze sedmi subjektů ze západní a střední Evropy.
- Deutsche Bahn – Německá dráha (25%)
- SNCF – Národní společnost francouzských železnic (25%)
- Eurostar – Nadnárodní železniční dopravce poskytující spojení mezi Londýnem, Paříží (10%)
- NS Hispeed – Nizozemský železniční dopravce (10%)
- ÖBB – Rakouské spolkové dráhy (10%)
- SBB-CFF-FFS – Švýcarské spolkové dráhy (10%)
- SNCB – Národní železniční společnost v Belgii (10%)

## Vysokorychlostní vlaky jednotlivých subjektů

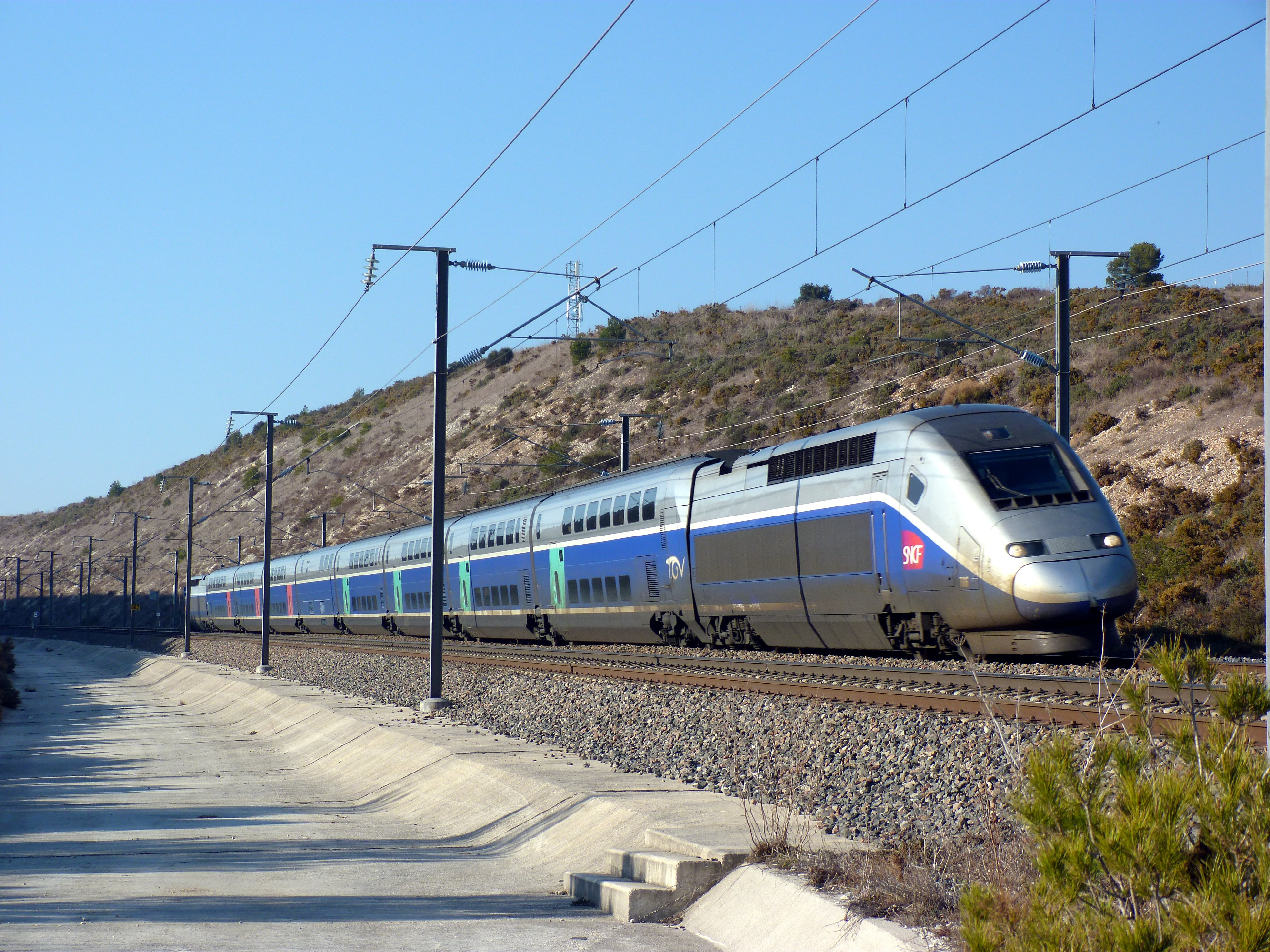
TGV
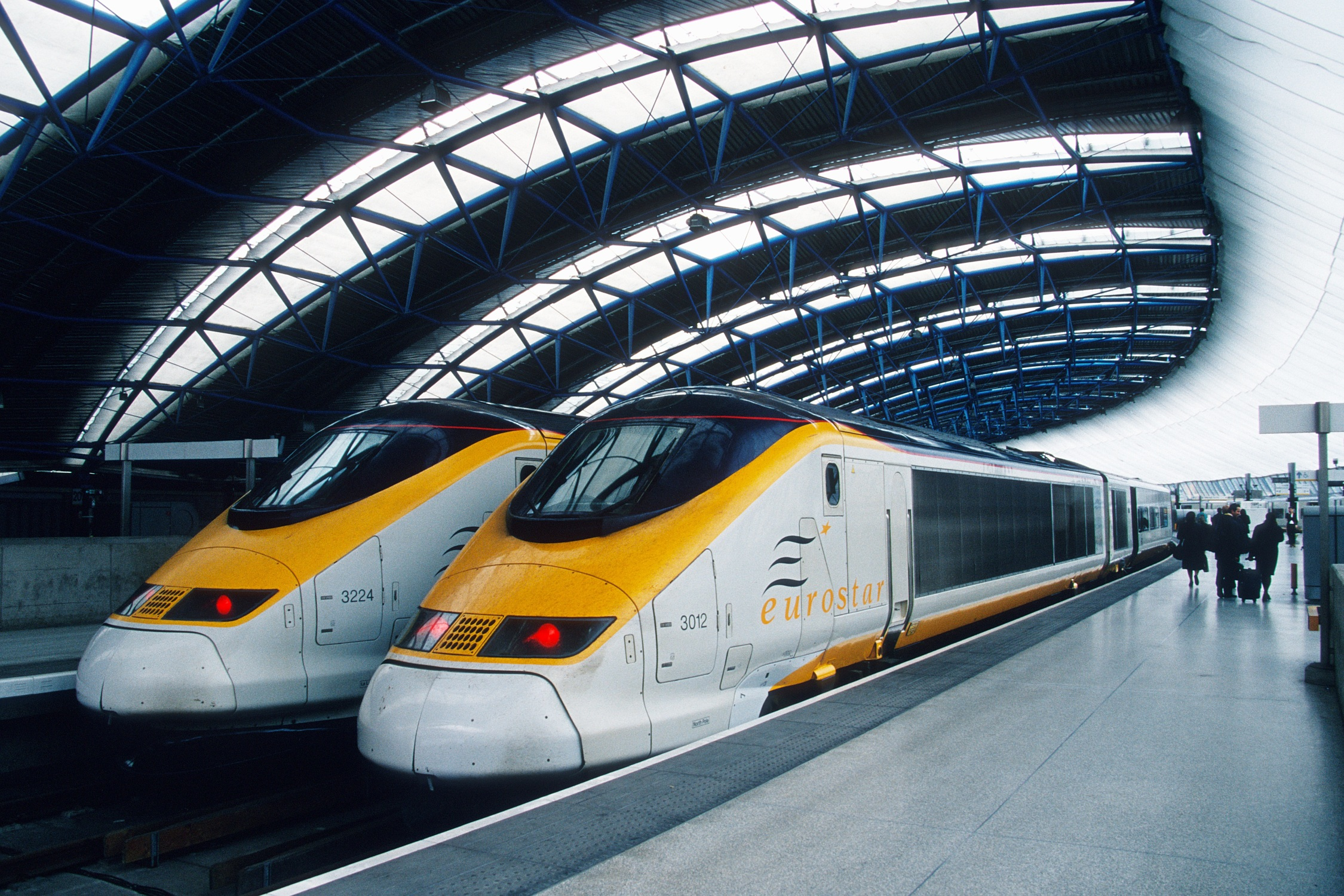
Eurostar
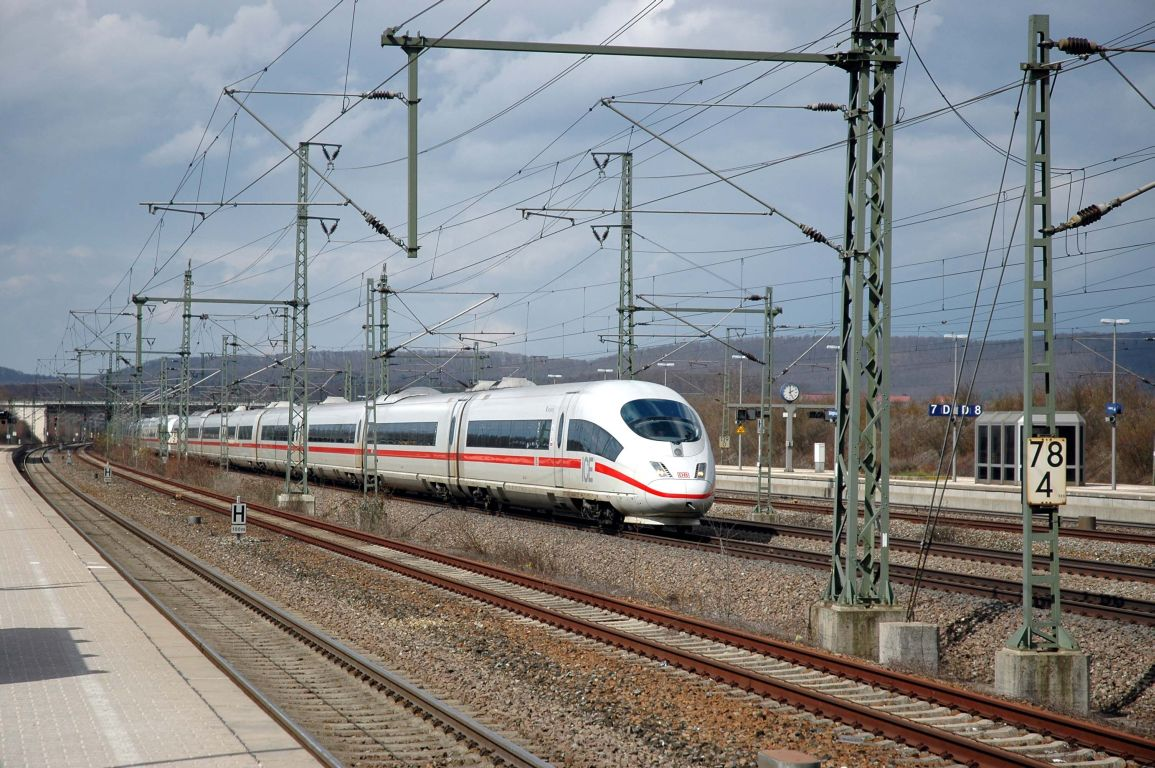
ICE
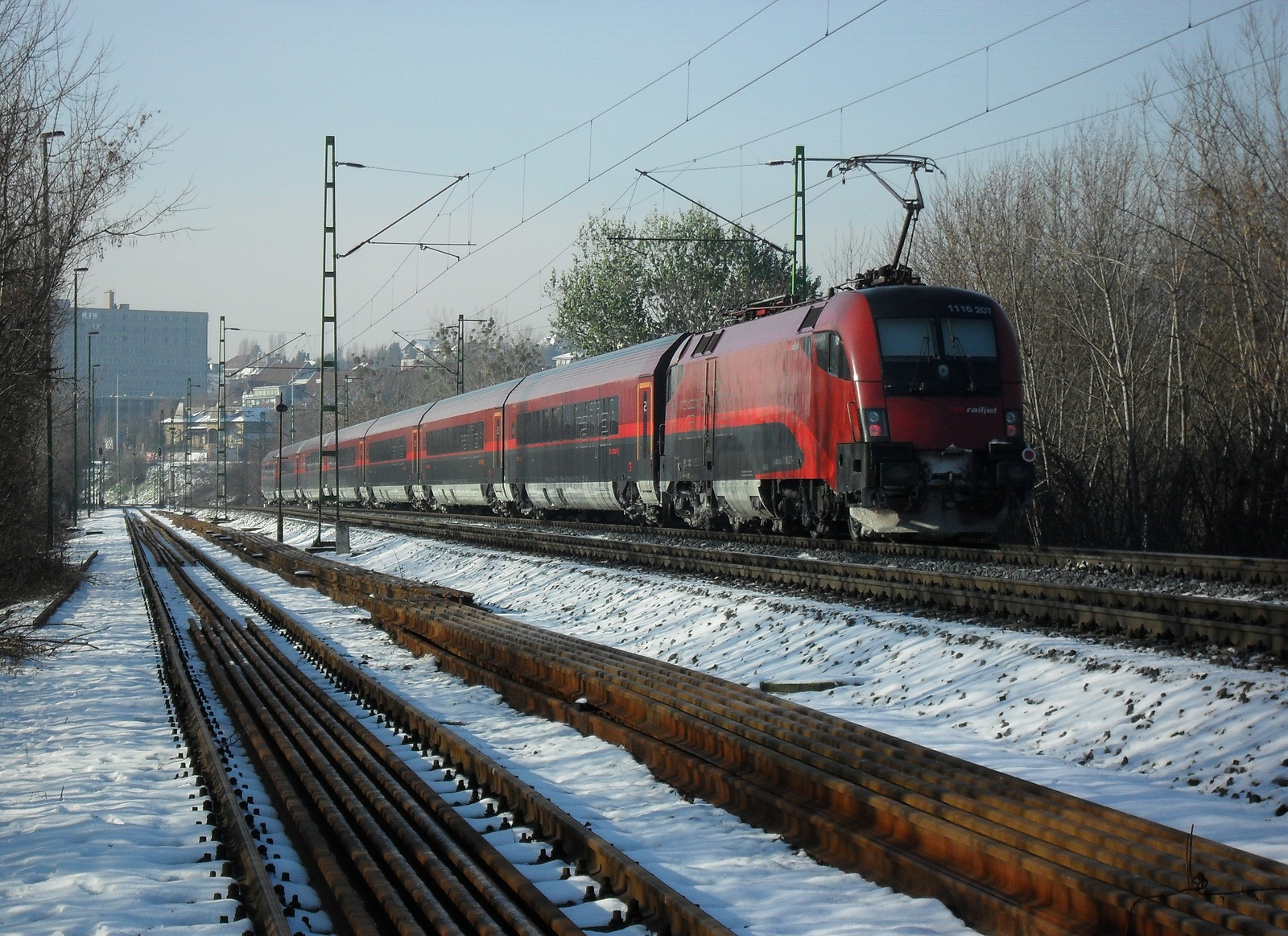
Railjet
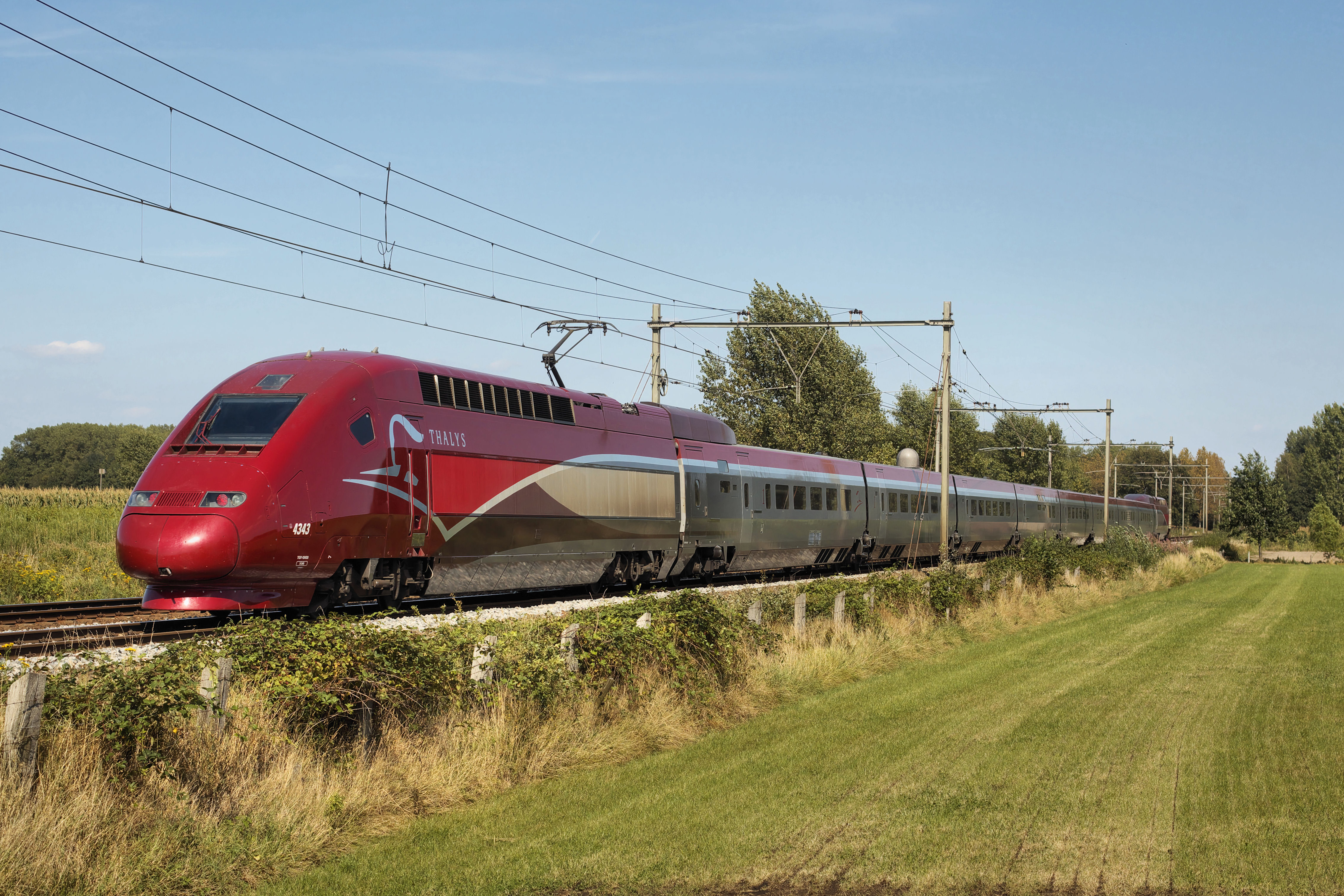
Thalys
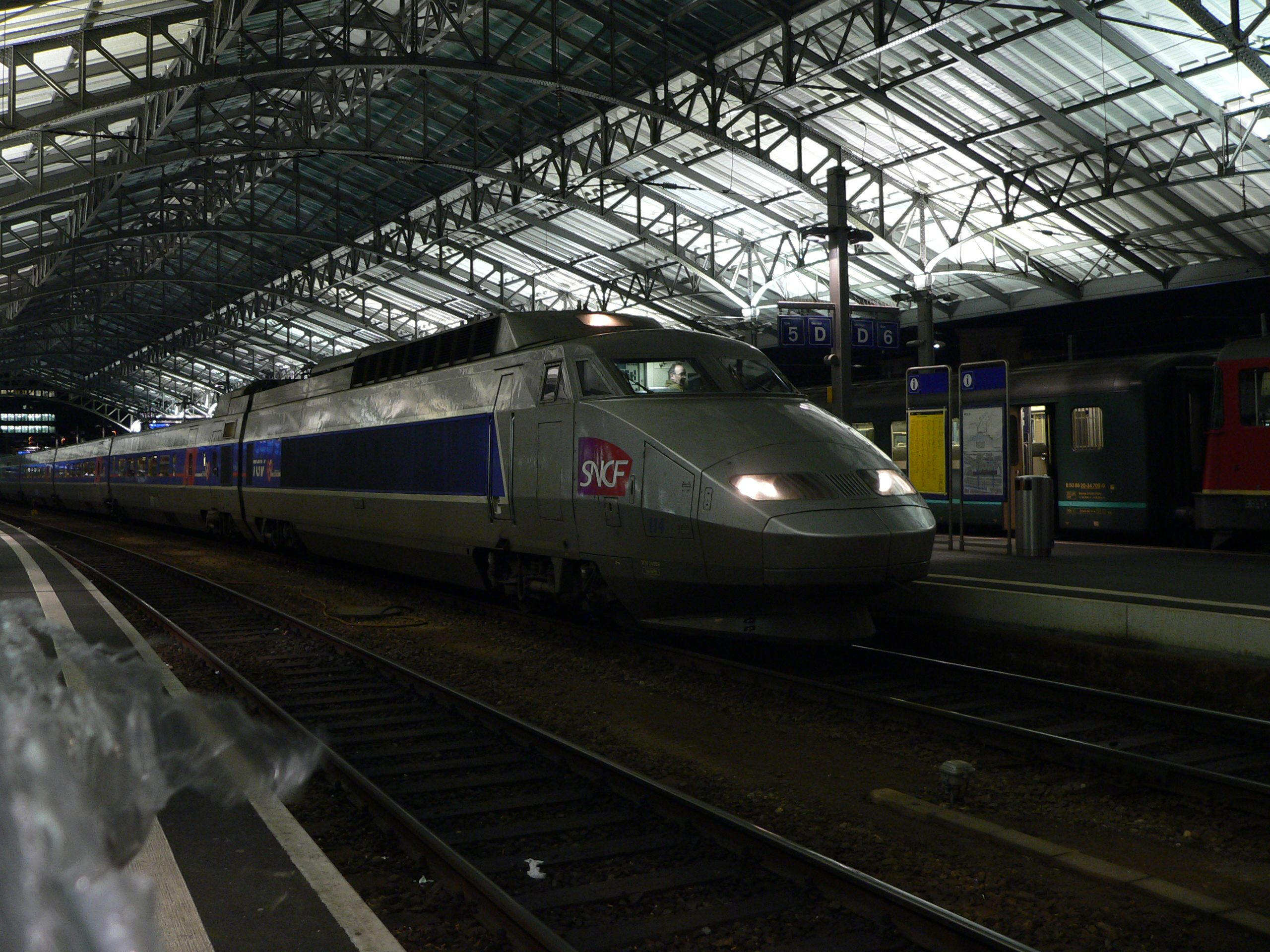
TGV Lyria